# Hermes (Museu Pio-Clementino)

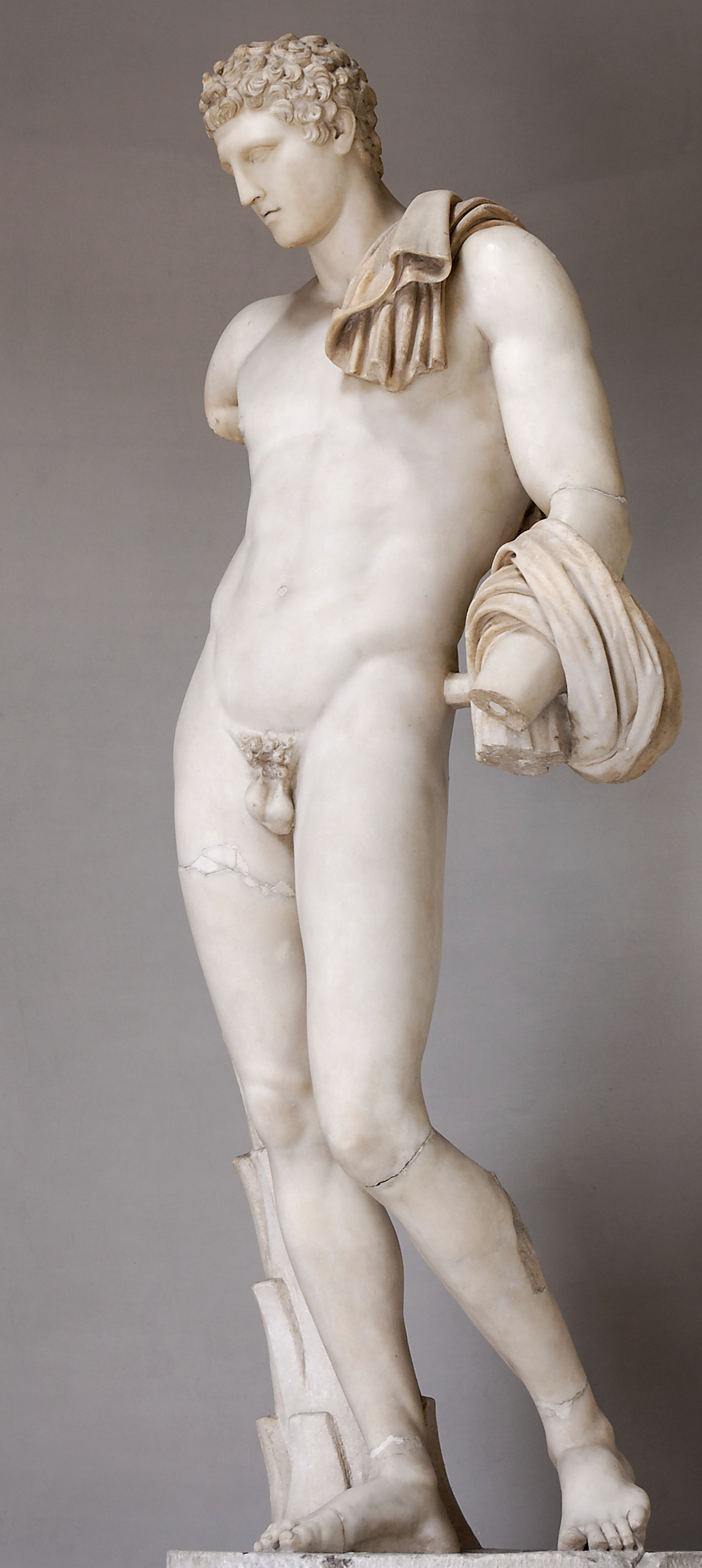
O Hermes, durante muito tempo conhecido como o Antínoo do Belvedere, no Museu Pio-Clementino, do Vaticano

O Hermes do Museu Pio-Clementino, um dos museus do Vaticano, em Roma, foi durante muito tempo admirado como o Antínoo do Belvedere, por estar exposto em grande destaque no Pátio do Belvedere. Atualmente é referenciado com o número de inventário 907, no Museu Pio-Clementino.

## Identificação

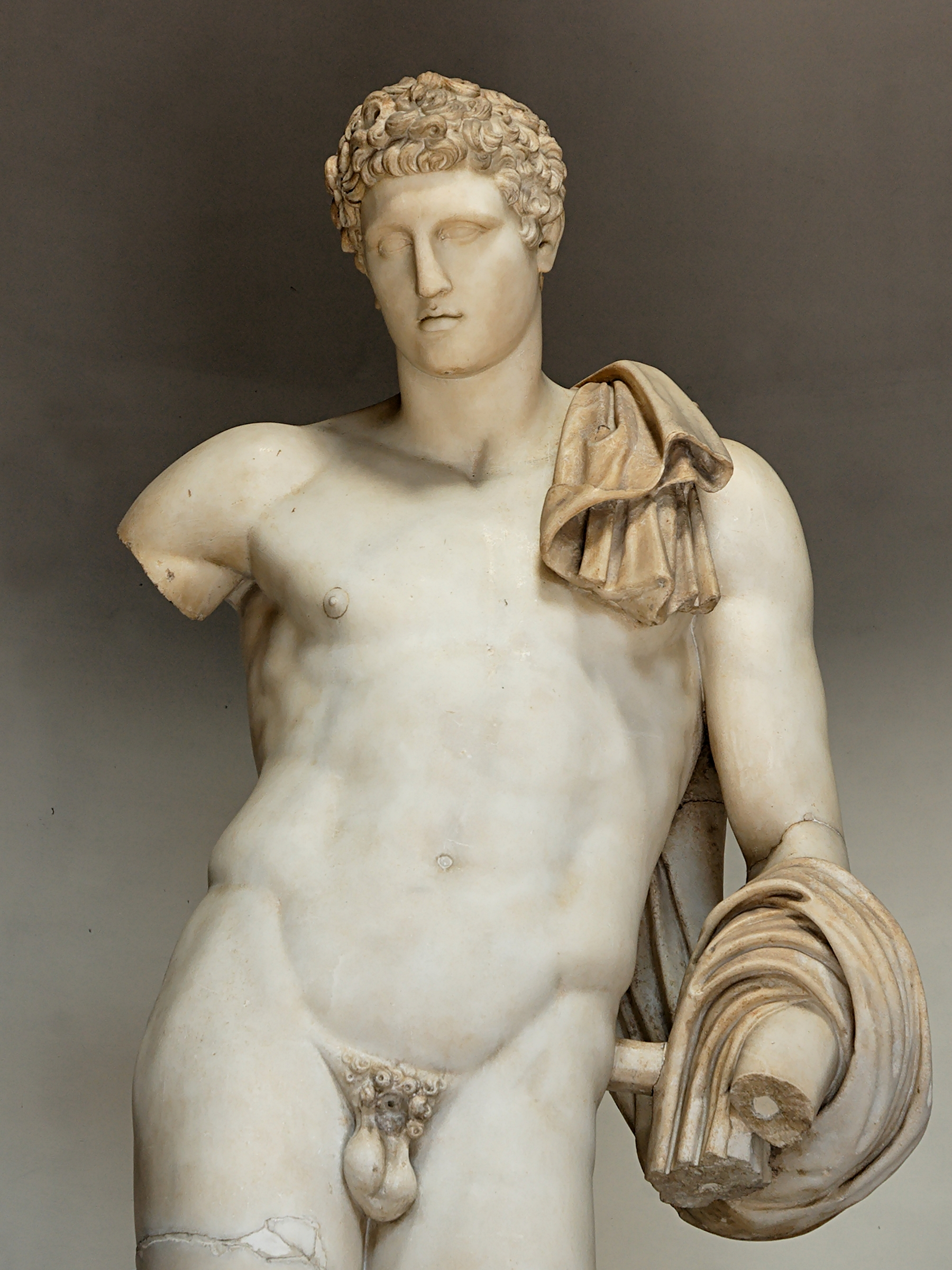
O chamado “Belvedere Antínous”, na verdade é uma estátua de Hermes do tipo Andros-Farnese. A identificação de Hermes é justificada pelo manto do viajante, o porte do deus e pela comparação com cópias encontradas em túmulos, enfatizando o papel de Hermes como psicopompo (condutor de almas). Obra de arte romana, era de Adriano, cópia ou um original de bronze grego do século IV a.C.

O rosto idealizado não é, de facto, o que é associado a Antínoo, o amante do Imperador Adriano. A túnica, uma clâmide, atirada sobre o ombro esquerdo e enrolada à volta do antebraço esquerdo, e o descontraído contrapposto permitem identificar a escultura como um Hermes, um dos modelos típicos de Praxiteles. Hoje em dia, considera-se que se trata de uma cópia da era de Adriano (início do século II) de um bronze de Praxíteles ou um escultor da sua escola.

## Descrição

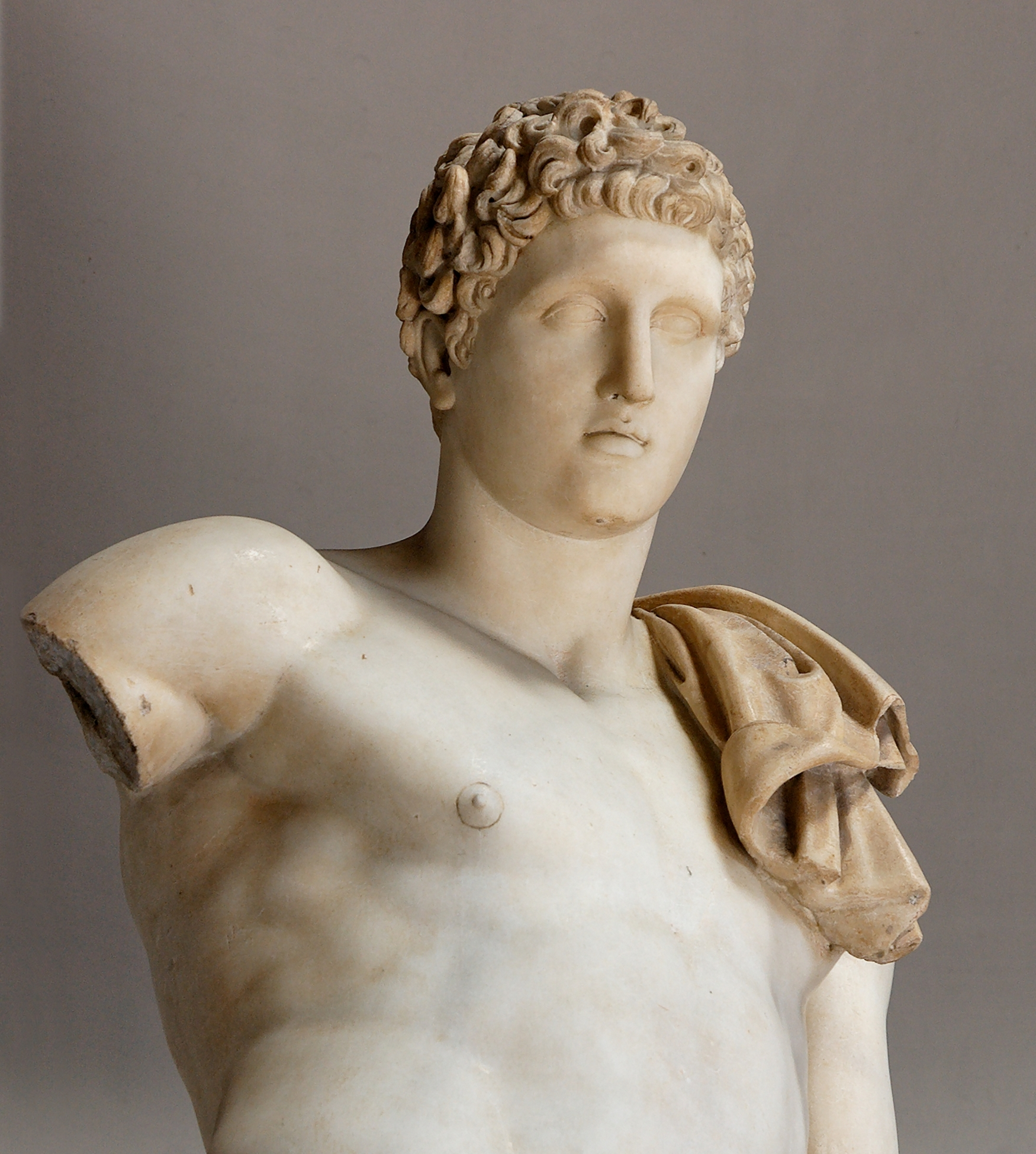
Detalhe do torso e da cabeça

A estátua, em tamanho real, mostra um jovem nu, com uma clâmide sobre o ombro e no antebraço esquerdo. É uma variante do tipo de Andros, que tem a clâmide e uma serpente enrolada na árvore de suporte, sendo que a árvore e a serpente permitem a a identificação de Hermes como psicopompo; esta obra foi fortemente influenciada pelo Hermes com o bebé Dionísio de Praxíteles.

## História
A escultura foi comprada para o Papa Paulo III, em 1543, que deu mil ducados a "Nicolau de Palis por uma bela estátua de mármore... o que Sua Santidade mandou colocar no jardim do Belvedere." O local mais provável para a sua descoberta é um jardim próximo do Castelo de Santo Ângelo, que era propriedade de Palis.
A estátua ficou imediatamente famosa, tendo ficado conhecida por Antinous Admirandus: fazia parte de todos os relatos sobre antiguidades clássicas observadas em Roma, de todos os livros sobre arte clássica, era universalmente admirada e foi copiada em bronze e mármore, para Fontainebleau, no século XVI, e Versalhes, no século XVII. Uma cópia em bronze por Hubert Le Sueur figurava nas coleções de Carlos I da Inglaterra, antes de ser adquirida por Oliver Cromwell, e outra, fundida pelos irmãos Keller, estava na coleção de Luís XIV da França. Uma cópia em mármore foi comprada por Pedro, o Grande, e várias cópias em bronze podem ser encontradas em diversos museus, como por exemplo em Milão ou Berlim.
Poussin via nela um modelo estético de proporções ideais e, em 1683, Gérard Audran incluiu-a na sua coleção de gravuras como representando As proporções do corpo humano medidas nas mais belas estátuas da antiguidade, como guia para os jovens escultores. Winckelmann classificou-a como uma estátua "de primeira classe" e admirava-lhe muito a cabeça, "sem dúvida, uma das mais belas cabeças masculinas da Antiguidade", embora criticasse os pés, o estômago e as pernas. À época de Winckelmann, a identificação da estátua com Antínoo já fora refutada e julgava-se que, em vez disso, representaria Meleagro, herói da caçada ao javali de Cálidon. A identificação definitiva como Hermes foi feita pelo académico Ennio Quirino Visconti no seu catálogo do Museu Pio-Clementino  (1818–1822).